# الطريق الجهوية رقم 28 (تونس)
الطريق الجهوية رقم 28 أو ط ج 28 طريق ثانوية تونسية تصل بين مدينتي نابل ومجاز الباب، وهي تتقاطع على التوالي (من الشرق إلى الغرب) مع الطريق الوطنية رقم 1 والطريق السيارة رقم 1 والطريق الجهوية رقم 35 والطريق الوطنية رقم 4 والطريق المحلية رقم 625 والطريق الجهوية رقم 131 والطريق السيارة رقم 5.